# Revolution (serie televisiva)
Revolution è una serie televisiva statunitense trasmessa dal 2012 al 2014 sulla rete televisiva NBC.
La serie è stata cancellata il 9 maggio 2014, dopo la messa in onda di due stagioni.
È uscito un fumetto di 4 capitoli che conclude la serie.

## Trama
(Prologo di apertura ai primi episodi)
A seguito di un misterioso evento, la Terra si ritrova improvvisamente priva di energia elettrica, tutti i dispositivi elettronici smettono di funzionare e persino le pile diventano inutili. Quindici anni dopo, 2027 il mondo è quindi radicalmente cambiato: le tradizionali forme di governo locali e nazionali sono un lontano ricordo e la società riscopre forme di organizzazione precedenti alla prima rivoluzione industriale. In tale scenario, le persone si ritrovano costrette a lottare quotidianamente per sopravvivere cercando di sfruttare al meglio le proprie abilità, fisiche o intellettuali che siano, cercando nel frattempo di capire cosa abbia determinato la rivoluzione in cui si sono loro malgrado ritrovati. Tra loro vi è Charlie Matheson, una ragazza il cui padre, ricercato dalla milizia per non chiari motivi, viene ucciso e il fratello Danny rapito dagli uomini della milizia che controlla il territorio in cui vivono. Charlie si vedrà costretta quindi a intraprendere un viaggio per trovare lo zio Miles, anche lui ricercato dalla milizia e mai conosciuto prima, sperando con il suo aiuto di poter ritrovare Danny e capire il perché la milizia abbia tentato di arrestare il padre e lo zio.

## Episodi
| Stagione         | Episodi | Prima TV USA | Prima TV Italia |
| ---------------- | ------- | ------------ | --------------- |
| Prima stagione   | 20      | 2012-2013    | 2013            |
| Seconda stagione | 22      | 2013-2014    | 2014            |

## Fumetti
Dopo la cancellazione della serie sono stati pubblicati 4 fumetti conclusivi dalla lunghezza di circa 20 pagine ciascuno. Questi brevi volumi raccontano che cosa succede dopo il finale della seconda stagione, dando così un degno finale alla serie.

## Personaggi e interpreti

### Personaggi principali
- Miles Matheson (stagioni 1-2), interpretato da Billy Burke.
È lo zio di Charlie, anche lui ricercato dalla milizia. All'inizio riluttante, accetta di affiancare la nipote nella ricerca del fratello. È un combattente estremamente abile nonché un letale spadaccino, tanto che è in grado di tenere testa a numerosi soldati della Milizia ed è considerato il guerriero più forte e temuto di tutta la Repubblica di Monroe. In seguito si scoprirà che lui è stato, in passato, nientemeno che il generale in capo della Milizia, ed è stato lui ad addestrare tutti i soldati facenti parte di essa. È scappato dalla Milizia dopo un suo tentativo fallito di assassinare Monroe.
- Charlie Matheson (stagioni 1-2), interpretata da Tracy Spiridakos.
È la protagonista della storia. Abile cacciatrice ed esperta nell'uso della balestra, è la figlia di Ben Matheson, uno dei pochi che sa davvero perché l'elettricità sparì per sempre dal mondo. Proprio per questo motivo, la Milizia di Monroe tenta di catturare Ben e in uno scontro accidentale lo uccide, prendendo al suo posto invece il figlio Danny. Charlie inizia la caccia per ritrovare la Milizia e suo fratello.
- Aaron Pittman (stagioni 1-2), interpretato da Zak Orth.
È un insegnante e scienziato. Era un amico del padre di Charlie, il quale, prima di morire, gli ha donato un misterioso ciondolo da custodire. Anche lui affianca Charlie nel suo viaggio. Si scopre che prima del "blackout" lavorava per Google. Non è portato per il combattimento ed è più bravo come insegnante che come guerriero.
- Jason Neville (stagioni 1-2), interpretato da J. D. Pardo.
È un membro della milizia che si finge amico di Charlie, alla quale si presenta con il finto nome Nate Walker, per seguirla e scoprire dove si nasconde Miles. Successivamente si scoprirà essere il figlio del capitano Tom Neville. Svilupperà dei sentimenti per Charlie e si unirà ai ribelli. Esperto tiratore con l'arco e nella lotta corpo a corpo.
- Capitano Tom Neville (stagioni 1-2), interpretato da Giancarlo Esposito.
È un capitano della milizia che controlla la Repubblica di Monroe. Dopo la diserzione del figlio, abbandonerà anche lui la milizia. Inizialmente è colui che ha causato indirettamente la morte di Ben Matheson.
- Generale Sebastian Monroe (stagioni 1-2), interpretato da David Lyons.
Ex marine, ex migliore amico di Miles, da cui si faceva chiamare Bass, è il leader della Repubblica di Monroe. Apparentemente calmo e controllato, è in realtà spietato.
- Rachel Matheson (stagioni 1-2), interpretata da Elizabeth Mitchell.
Era la moglie di Ben, creduta morta da Charlie e Danny. È una scienziata che lavorava al progetto militare che ha portato al "blackout" mondiale.
- Nora Clayton (stagione 1), interpretata da Daniella Alonso.
È una ribelle che si oppone agli uomini della milizia e si unisce al gruppo di Charlie e Miles. Rimane uccisa al termine della prima stagione.
- Danny Matheson (stagione 1), interpretato da Graham Rogers.
È il fratello di Charlie, malato d'asma, rapito dagli uomini della milizia della Repubblica di Monroe. Viene ucciso poco dopo essere stato liberato.
- Ben Matheson (stagione 1), interpretato da Tim Guinee.
Era il padre di Danny e Charlie, che rimane ucciso dagli uomini della milizia. Lavorava con la moglie allo stesso progetto che ha portato al "blackout".
- Gene Porter (stagione 2), interpretato da Stephen Collins.
È uno dei leader civili della città di Willoughby e anche il medico della città e il padre di Rachel Matheson.

### Personaggi ricorrenti

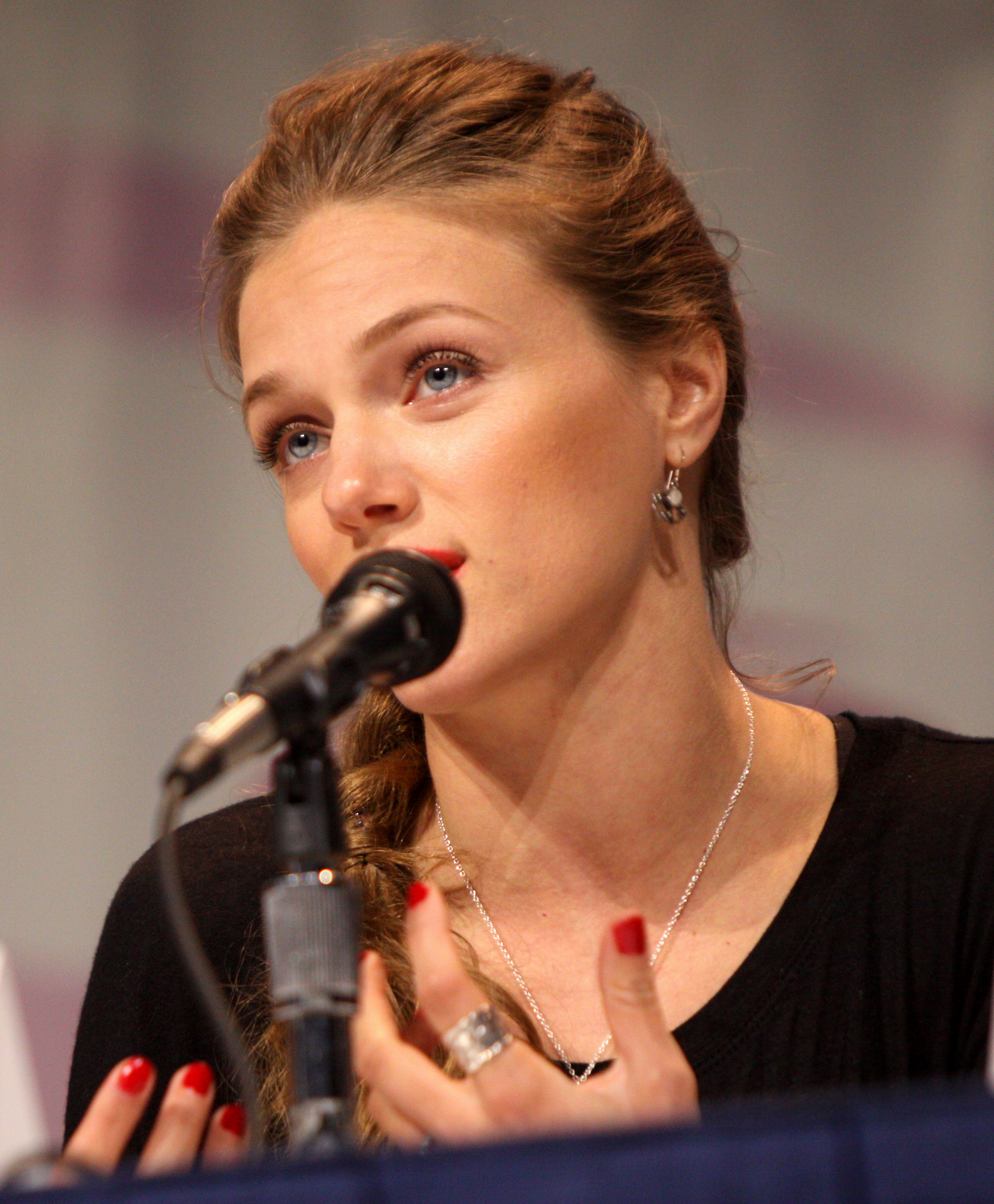
Tracy Spiridakos interpreta Charlie Matheson
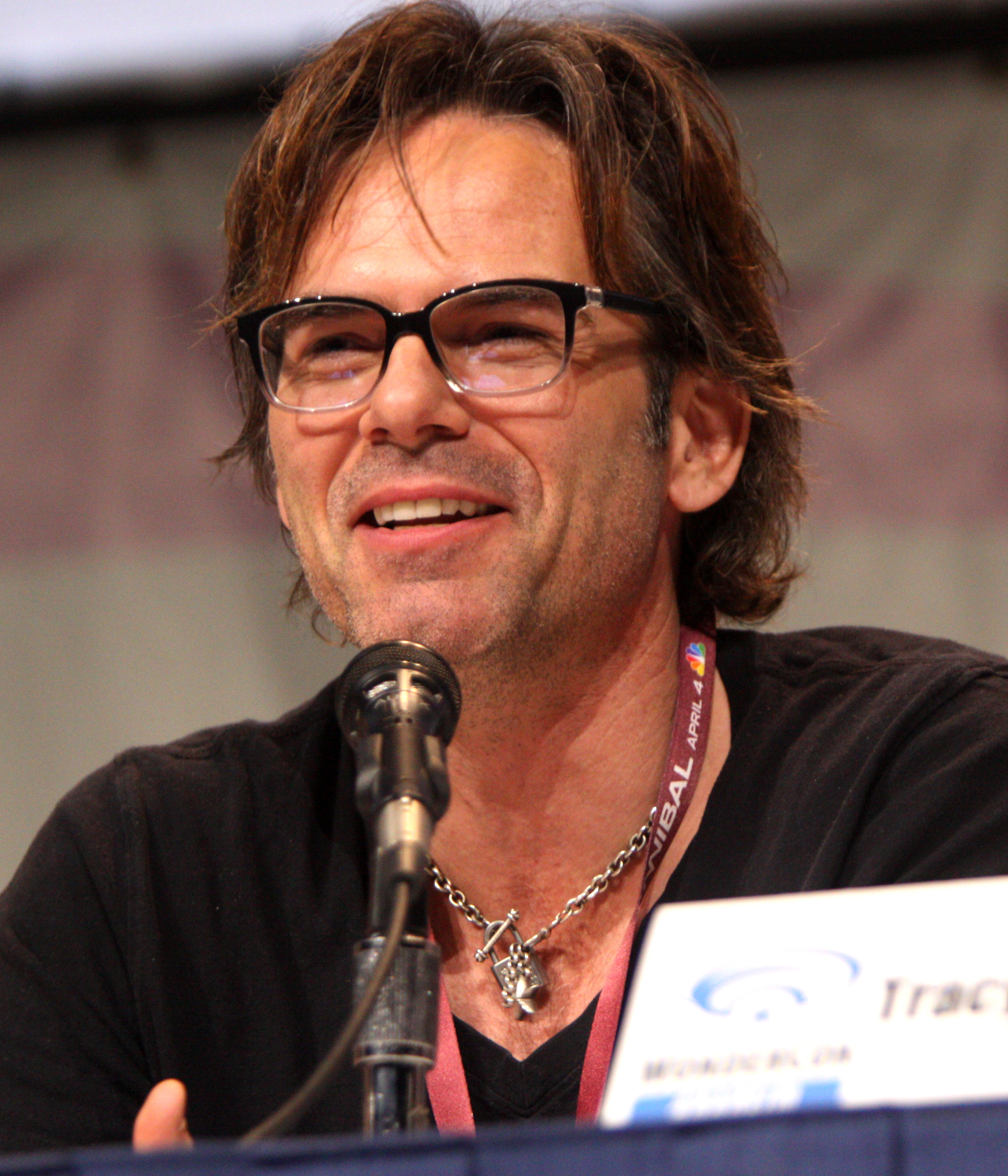
Billy Burke interpreta Miles Matheson
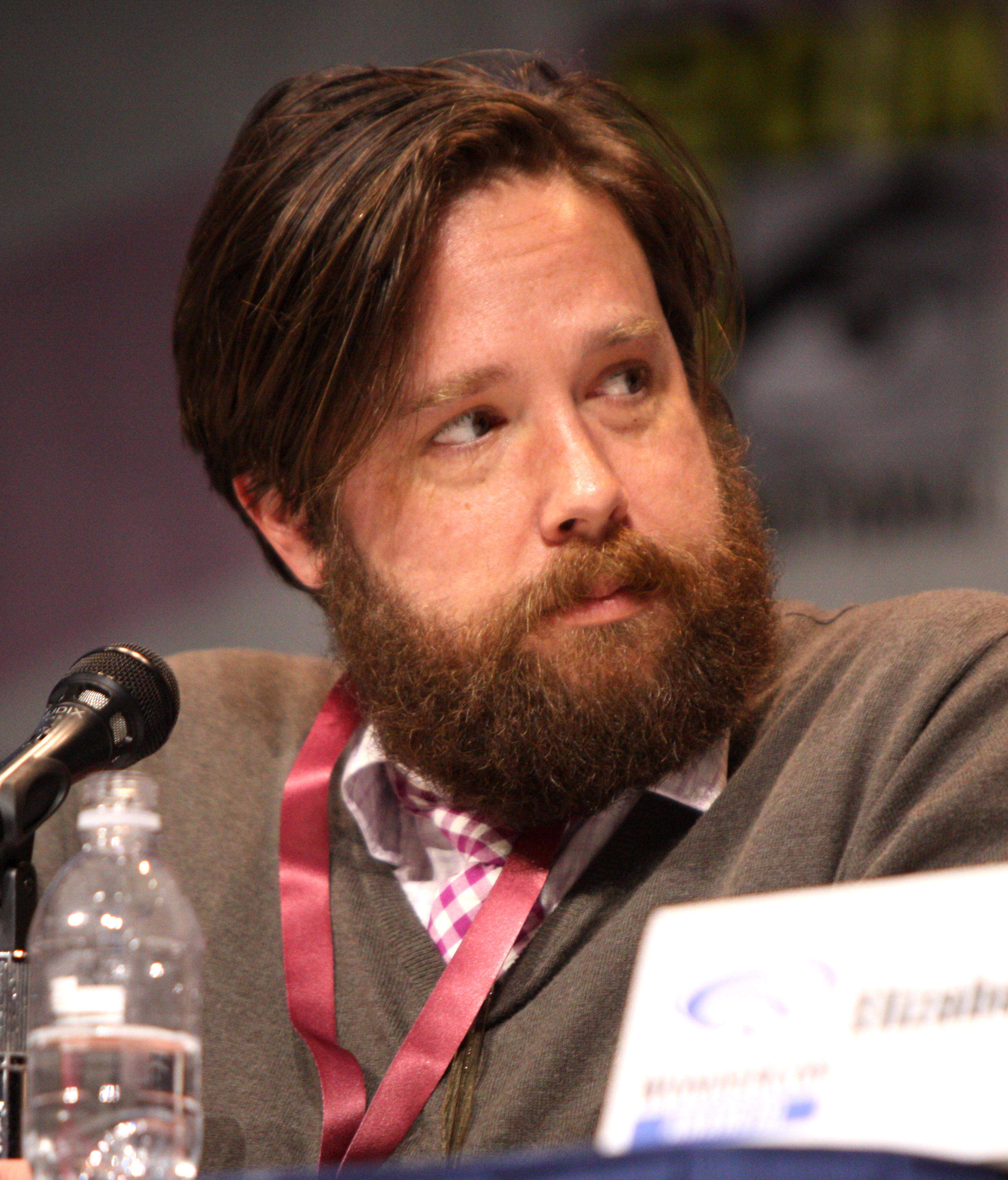
Zak Orth interpreta Aaron Pittman
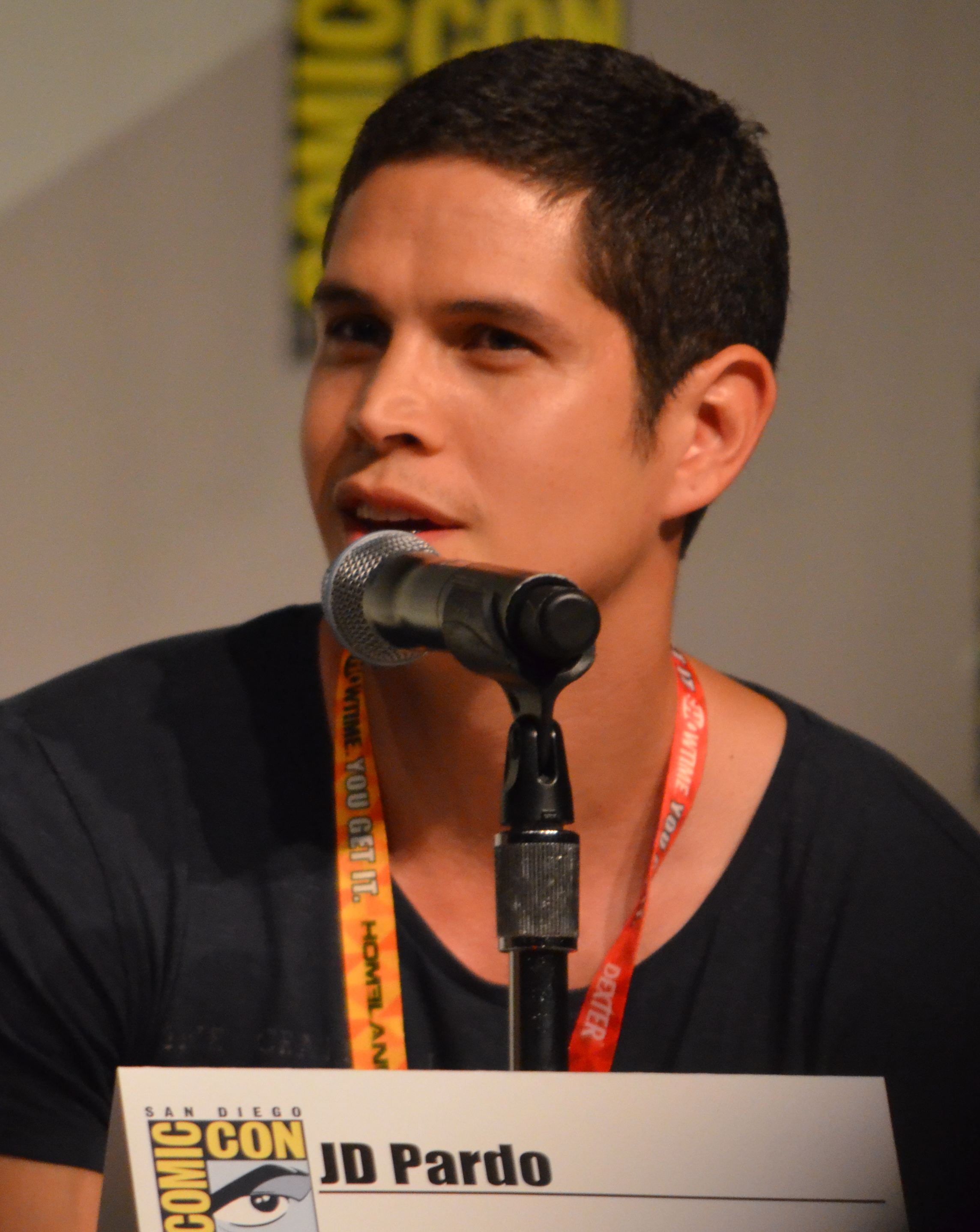
J. D. Pardo interpreta Jason Neville
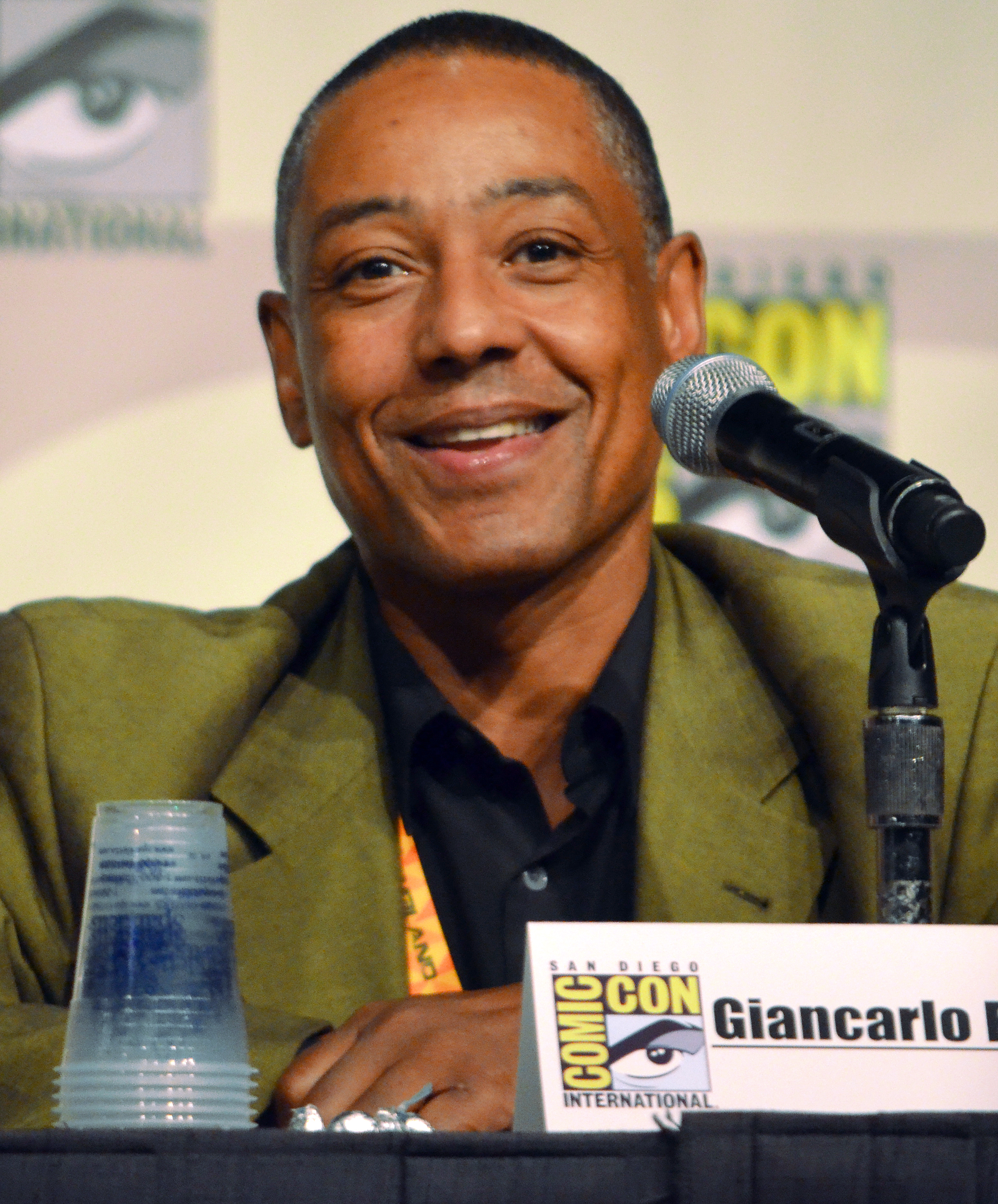
Giancarlo Esposito interpreta Tom Neville
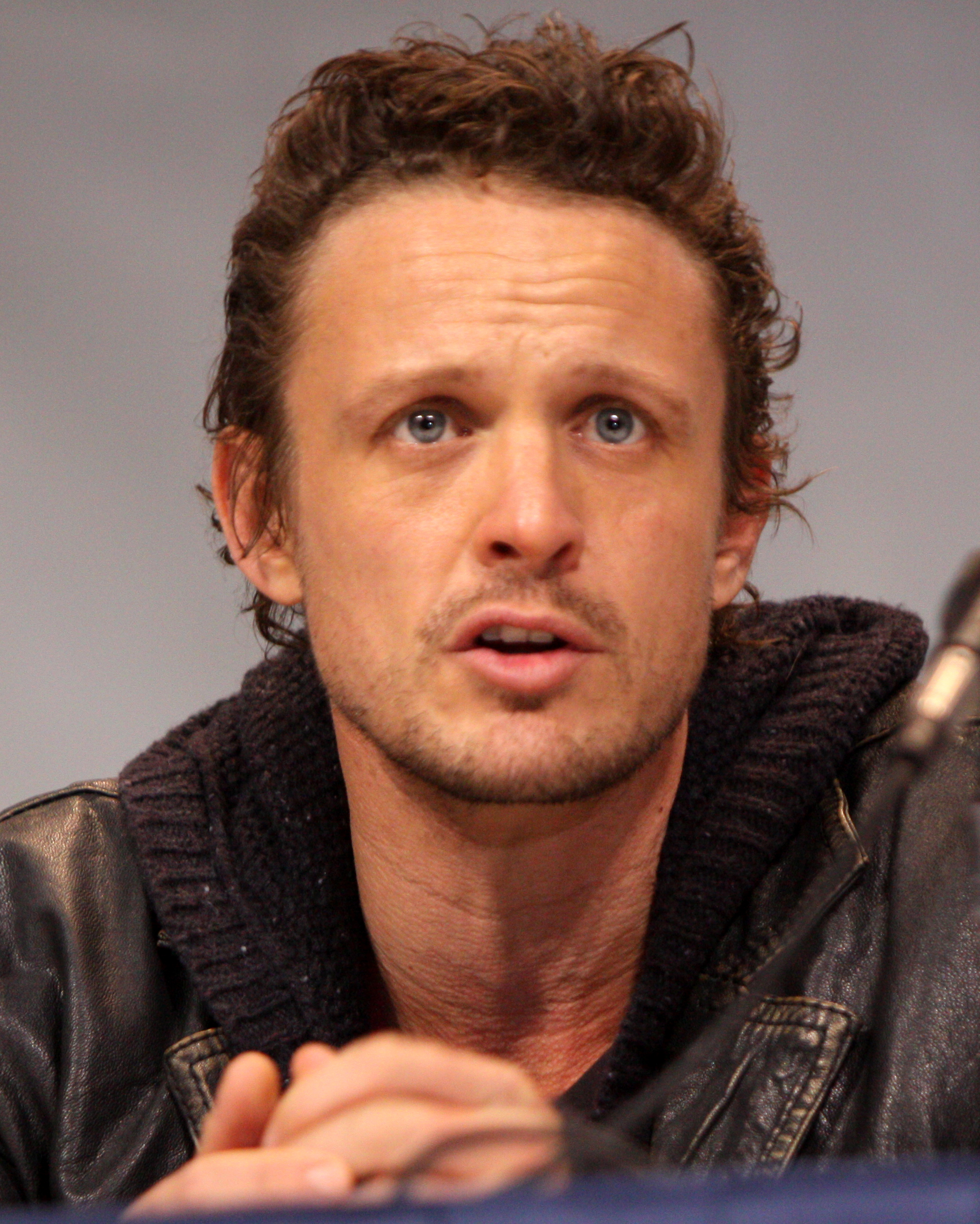
David Lyons interpreta Sebastian Monroe
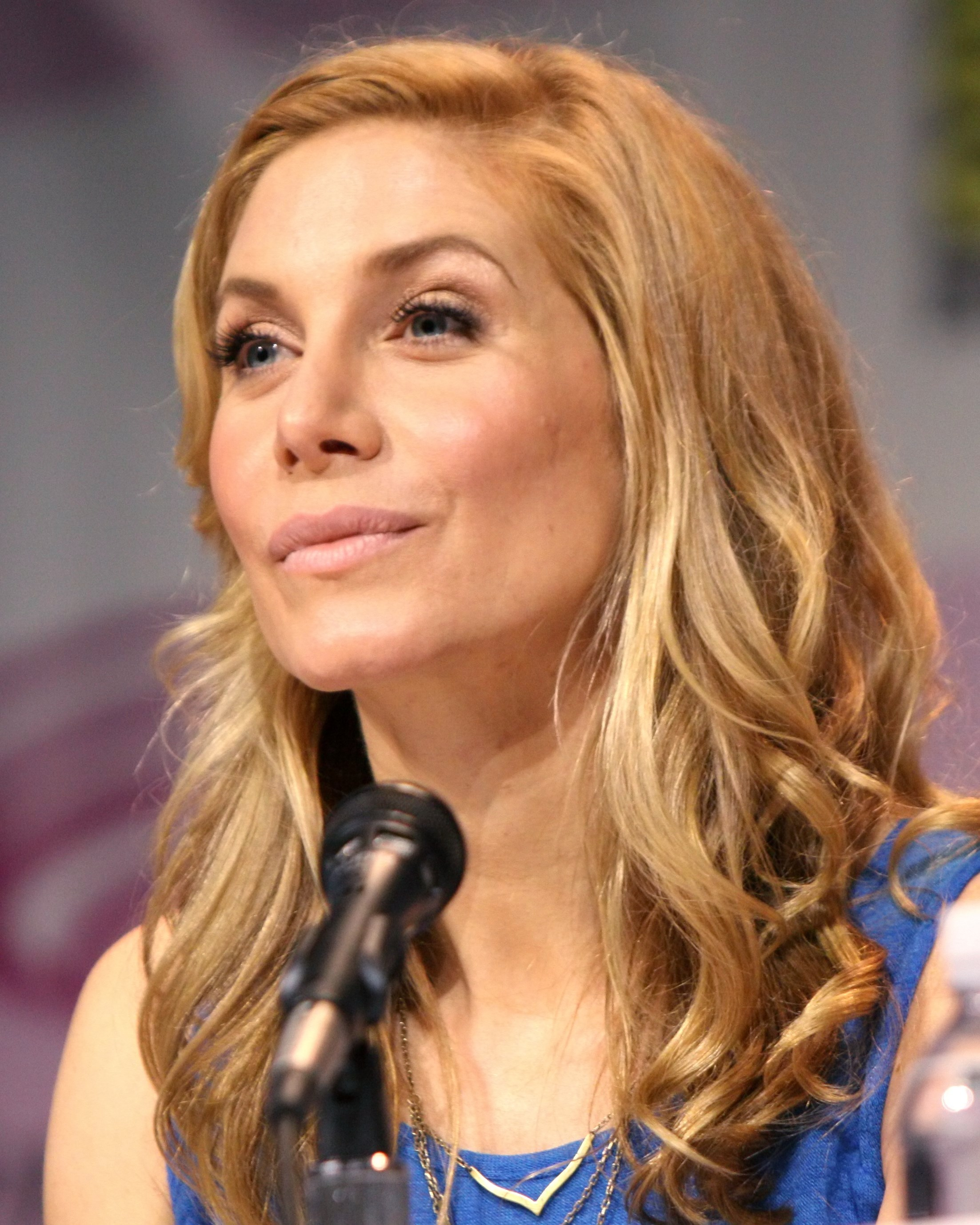
Elizabeth Mitchell interpreta Rachel Matheson
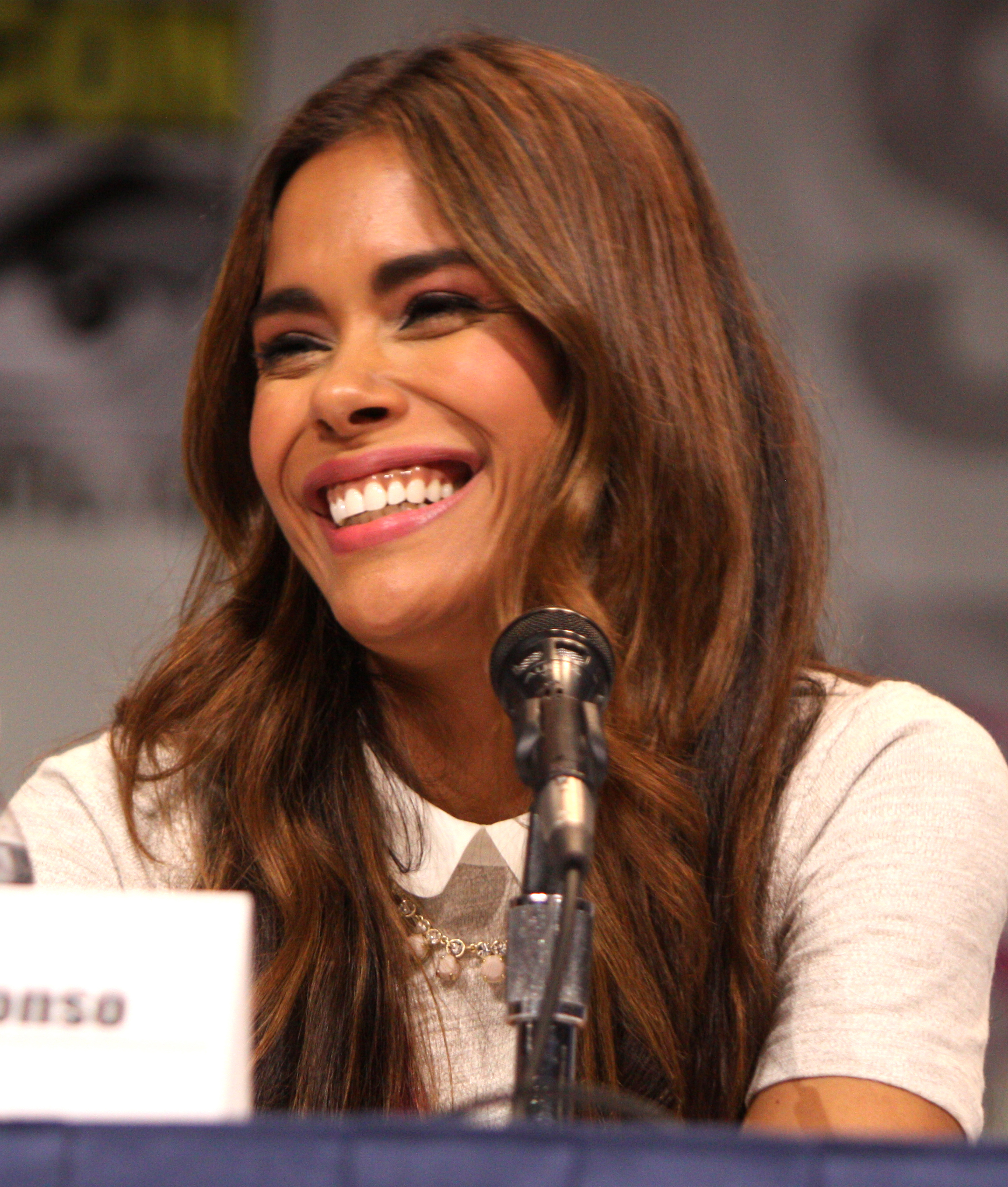
Daniella Alonso interpreta Nora Clayton
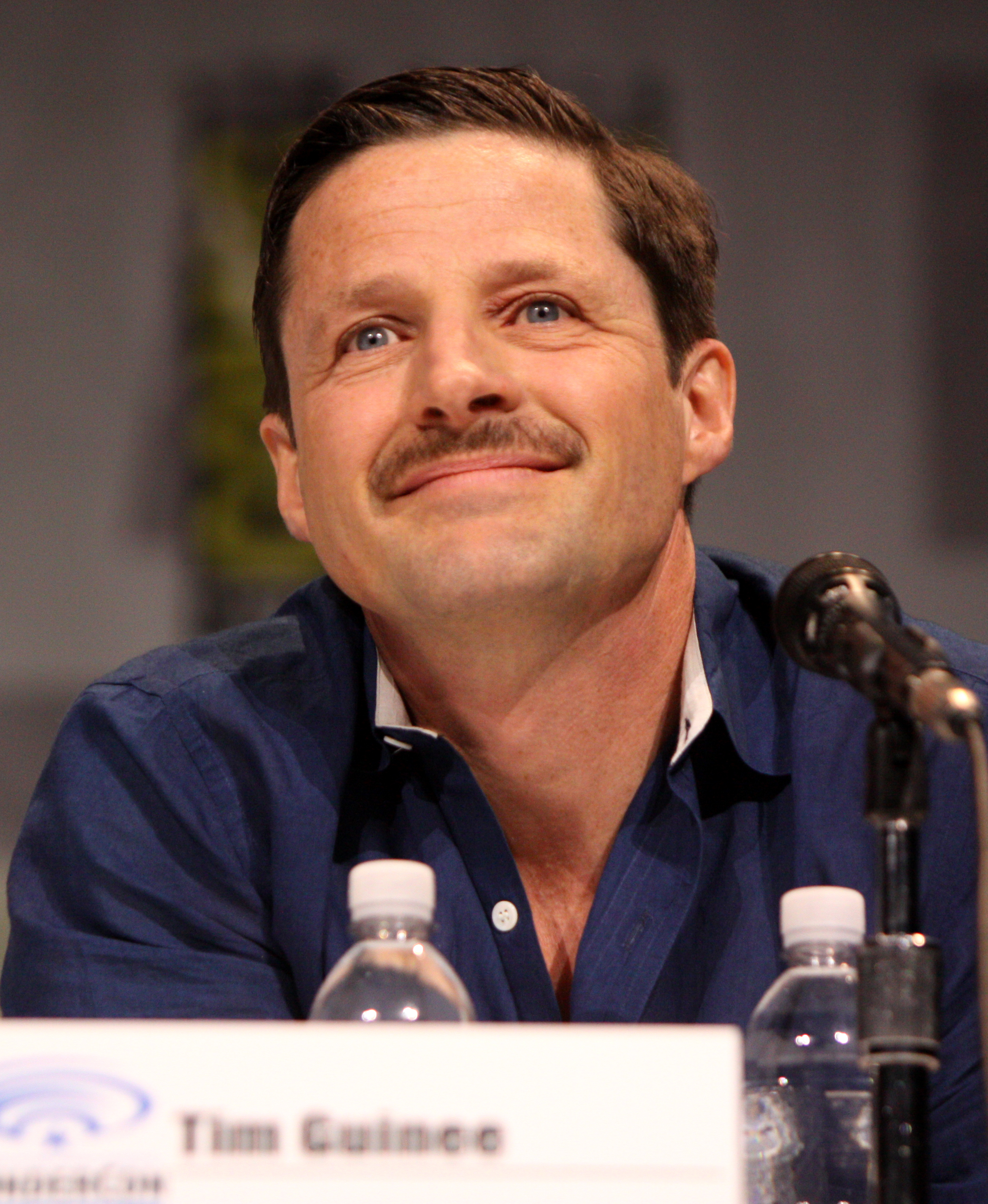
Tim Guinee interpreta Ben Matheson

### Personaggi secondari
- Cynthia (stagione 2), interpretata da Jessica Collins.
- Kelly Foster (stagioni 1-2), interpretata da Leslie Hope.
È leader della nuova federazione georgiana, in guerra contro la Repubblica di Monroe.
- Julie Neville (stagioni 1-2), interpretata da Kim Raver.
È la moglie del capitano Tom Neville.
- Randall Flynn (stagione 1), interpretato da Colm Feore.
È un ex dipendente del Ministero della Difesa che supervisionava il progetto a cui lavoravano Ben e Rachel Matheson.
- Grace Beaumont (stagione 1), interpretata da Maria Howell.
È una donna che lavorava con Ben e Rachel.
- Maggie Foster (stagione 1), interpretata da Anna Lise Phillips.
È una dottoressa che era legata sentimentalmente a Ben. Dopo la sua morte, decide di partire insieme a Charlie. Rimane uccisa durante il viaggio.
- Edward Truman (stagione 2), interpretato da Steven Culp, è un ufficiale dell'esercito dei patrioti, che assume la carica di governatore della città texana di Willoughby. Prima del blackout era un caporale nella polizia militare dello US Army a guardia detenuti nel campo di detenzione di Guantanamo Bay. È l'antagonista sia dei ribelli che del generale Monroe.

## Nazioni e Fazioni
All'inizio della serie, gli Stati Uniti d'America sono stati suddivisi in almeno sei nazioni distinte.

### Repubblica di Monroe
Governata dal presidente e comandante generale Sebastian Monroe, la repubblica di Monroe appare come una dittatura militare e copre quella che era la sezione nordorientale degli Stati Uniti.
Inoltre, ha annesso alcune regioni sudorientali del Canada, compresa parte del Québec, e gli interi territori di Nuovo Brunswick e Nuova Scozia.
La capitale della Repubblica di Monroe era Philadelphia, con l'Independence Hall a fungere da centro amministrativo. Alla fine della prima stagione, la città viene rasa al suolo da un missile nucleare. La frontiera occidentale è il fiume Mississippi, da ovest del Lago Superiore fino al fiume Ohio. Il confine meridionale sembra essere il fiume Ohio, continua fino al confine ovest della Virginia Occidentale, proseguendo a sud fino al confine meridionale della Virginia, poi diagonalmente (forse seguendo il fiume Roanoke) fino ad Albermarle Sound, nella Carolina del Nord.
A est, è bagnata dall'Oceano Atlantico, da Albemarle Sound fino a Nuova Scozia, Nuovo Brunswick e il Golfo di San Lorenzo. A nord, il confine sembra coincidere con quello degli ex Stati Uniti, da Duluth attraverso i Grandi Laghi, ma poi si estende più a nord, lungo il fiume St. Lawrence, fino all'Oceano. La principale forza militare dello Stato è la Milizia di Monroe.

#### Ribelli
I Ribelli sono una fazione che combatte contro la Repubblica di Monroe: essi dichiarano di lottare per ripristinare gli Stati Uniti d'America e iniziano a collaborare con la federazione della Georgia, che offre loro supporto militare con truppe e carichi di armi. Dopo la distruzione sia di Philadelphia, che di Atlanta, data l'assenza di Monroe, la situazione dei ribelli risulta sconosciuta.

### Federazione della Georgia
La Federazione della Georgia era una nazione prospera, guidata dal Presidente Kelly Foster e copriva gran parte del sud-est degli ex Stati Uniti; la capitale era Atlanta. La Federazione della Georgia aveva una relazione molto tesa con la Repubblica di Monroe, che finì con lo sfociare in guerra aperta. Il confine settentrionale sembra essere tracciato dal fiume Ohio e continua nel confine occidentale della Virginia Occidentale, proseguendo a sud fino al confine meridionale della Virginia, poi diagonalmente (forse seguendo il fiume Roanoke) fino ad Albermarle Sound, nella Carolina del Nord.
A est e a sud, confina con l'Altlantico e con la costa del Golfo del Messico, da Abermarle sound attraverso la Louisiana. A ovest, è delimitata dal fiume Mississippi, dal fiume Ohio all'incirca fino a Baton Rouge, poi a sud fino al Golfo del Messico. Il bombardamento atomico di Atlanta, ad opera di Randall Flynn, scatenò una massiccia crisi di rifugiati, che sfociò nella creazione di un campo nei pressi di Savannah, Georgia.

### Nazione delle Pianure
La nazione delle pianure è una regione situata nel Centro degli Stati Uniti. È costituita per lo più da villaggi di capanne o da piccoli paesi. La zona più arida (dove si trovano gli accampamenti) è anche la più povera e le persone muoiono costantemente di fame. Nelle regioni circostanti invece le persone vivono una vita più tranquilla. 
Nella prima stagione il gruppo di Charlie e Miles raggiunge un accampamento da dove rubano del cibo. Nella seconda stagione diventa la regione più importante, visto che Miles, Rachel e Aaron si stabiliscono nel villaggio in cui abita Gene Porter, il padre di Rachel. È l'unica "nazione" in cui non c'è un vero presidente o un dittatore. Tuttavia, essendo una zona strategica, verrà presa di mira dai patrioti per poter circondare la nazione del Texas.

### Messico
Il Messico è uno degli stati più ricchi e con più disponibilità di lavoro. Tuttavia i messicani impediscono agli americani di superare il confine, lasciando il permesso solo alle persone che possono rivelarsi utili. In alcune zone sono presenti varie organizzazioni criminali che hanno conquistato alcuni villaggi. Connor abitava qui, lavorando per un boss della droga, prima che Monroe e Miles venissero a riprenderlo.

## Produzione

### Concezione

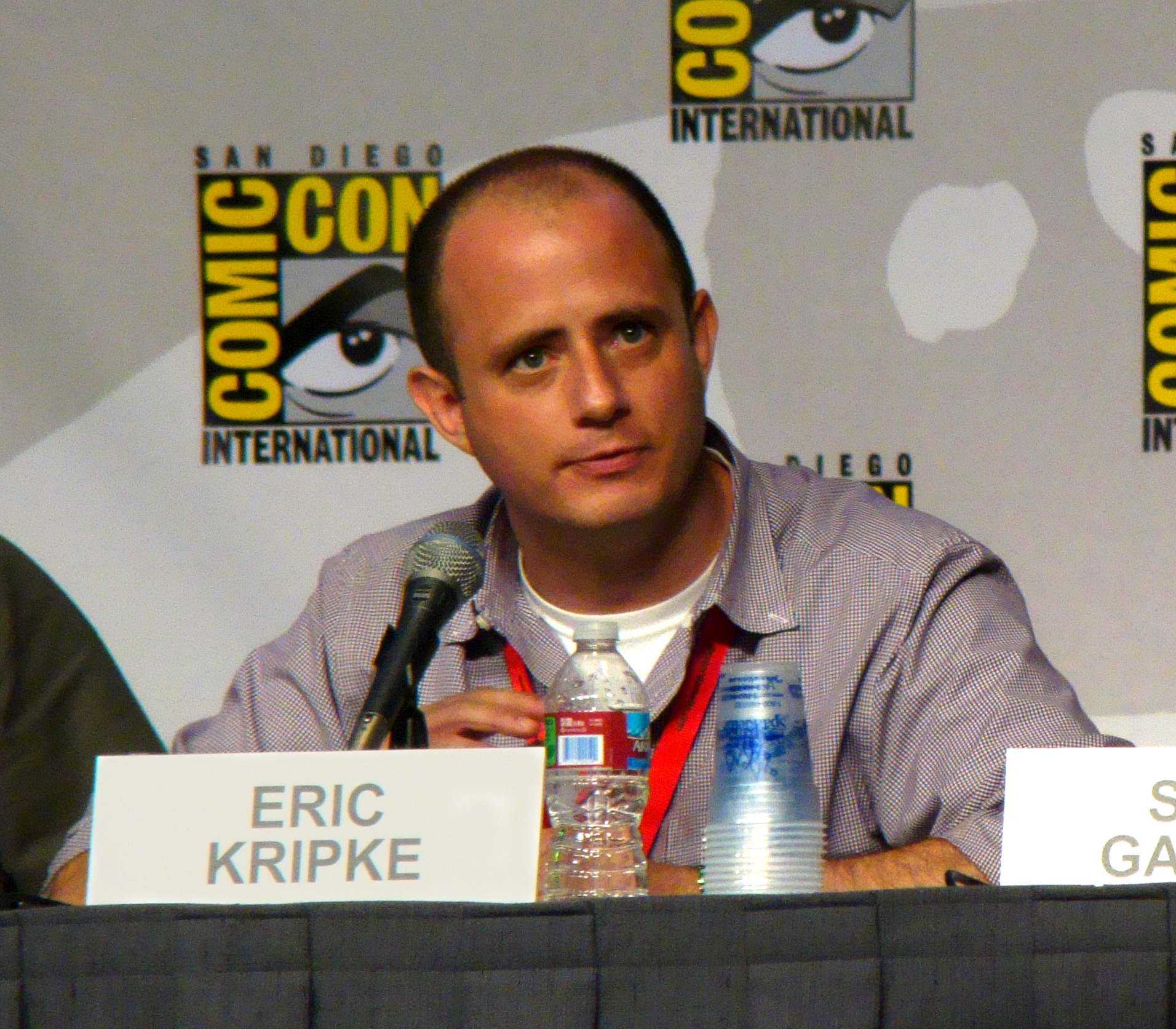
Eric Kripke, ideatore della serie

La NBC diede un primo via libera al progetto di Eric Kripke, già creatore della serie televisiva Supernatural, nel mese di settembre 2011. Dopo una fase di riscrittura della sceneggiatura, il 2 febbraio 2012 la rete approvò ufficialmente la produzione di un episodio pilota, affidata alla Warner Bros. Television e alla Bad Robot Productions.
Eric Kripke venne quindi affiancato da Bryan Burk e J. J. Abrams nelle vesti di produttore esecutivo, mentre Jon Favreau, già regista di Cowboys & Aliens e Iron Man, venne ingaggiato per dirigere il pilot.
Kripke, anche show runner della serie, presentando Revolution al Comic-Con del 2012, disse di aver voluto scrivere una sceneggiatura incentrata su un viaggio d'avventura all'inseguimento di un obiettivo, come avviene ne Il Signore degli Anelli, Guerre stellari o Il mago di Oz, con l'intenzione di creare un'epica storia che viaggia tra il bene e il male, tra eroi e cattivi, attraverso gli Stati Uniti. I produttori affermarono che i temi principali affrontati sarebbero stati il desiderio dei protagonisti di libertà e di ricongiungersi come famiglia, mentre la mitologia della serie si sarebbe sviluppata in modo aggressivo, cercando di non lasciare domande senza risposta per troppo tempo. Kripke, inoltre, ebbe occasione di svelare che prima dell'inizio della produzione fu consultato un fisico per assicurarsi che gli eventi sui quali si basa la trama abbiano senso da un punto di vista tecnico, anche se ricadono nel genere fantascientifico.

### Casting
Il 24 febbraio 2012 Graham Rogers, Tracy Spiridakos e Anna Lise Phillips furono i primi attori ad entrare a far parte del cast. Graham Rogers e Tracy Spiridakos interpretano i fratelli Danny, presentato come un abile cacciatore dal cuore d'oro, e Charlie Matheson, una guerriera; mentre Anna Lise Phillips veste i panni della dottoressa Maggie. Il 27 febbraio venne ingaggiato Giancarlo Esposito, per il ruolo del capitano Tom Neville; mentre il 5 marzo si unì al cast Billy Burke, interprete dell'ex marine Miles Matheson, zio di Danny e Charlie. Inizialmente Burke era stato designato per interpretare un altro personaggio, Sebastian Monroe, ma poiché nelle settimane successive i produttori non riuscirono a trovare un attore più adatto di lui per il ruolo del protagonista Miles, decisero di affidargli quest'ultimo.
Il 9 marzo venne ingaggiato Tim Guinee, per il ruolo di Ben Matheson, padre di Danny e Charlie. Il 14 marzo si unirono al cast Andrea Roth, interprete di Rachel Matheson, moglie di Ben e madre di Danny e Charlie; J. D. Pardo, per il ruolo di Nate, un abile arciere; e Zak Orth, interprete di Aaron, brillante scienziato e insegnante. Nei giorni seguenti furono ingaggiati anche David Lyons, per interpretare il carismatico marine Sebastian "Bass" Monroe, miglior amico di Miles; e Maria Howell, per il ruolo di Grace, presentata come una donna regale e intelligente.
Dopo la conferma della produzione di una prima stagione completa, il 29 giugno si unì al cast anche Daniella Alonso per interpretare il ruolo della ribelle Nora. Inoltre, venne annunciato che il ruolo di Anna Lise Phillips sarebbe stato ridimensionato; mentre Andrea Roth uscì dal cast a seguito di una fase di riscrittura del suo personaggio, Rachel Matheson, per il quale venne svolta una fase di recasting. Il 30 giugno tale ruolo venne affidato a Elizabeth Mitchell. Il 5 settembre 2012, tra i membri del cast ricorrente, fu annunciata la presenza di Kim Raver, interprete della moglie del capitano Neville.
Nell'estate del 2013 si unirono al cast ricorrente anche Jessica Collins, interprete di Cynthia, e Nicole Ari Parker, interprete di Justine Allenford.

### Riprese
Le riprese dell'episodio pilota si svolsero tra fine marzo e inizio aprile 2012 presso lo Stone Mountain Park di Atlanta, in Georgia, e dintorni. Per il resto degli episodi della prima stagione le riprese ricominciarono il successivo 16 luglio a Wilmington, nella Carolina del Nord.
La seconda stagione è invece girata a Austin e dintorni, in Texas.

### Programmazione
Dopo aver visionato l'episodio pilota, il 7 maggio 2012 la NBC diede il via libera alla produzione di una prima stagione completa, trasmessa dal 17 settembre 2012. Dopo i buoni ascolti registrati dai primi episodi, la rete estese l'ordine di produzione iniziale in modo che la serie coprisse l'intera stagione televisiva.
Il 26 aprile 2013 la serie venne rinnovata per una seconda stagione, in onda dal 25 settembre 2013. Il 9 maggio 2014, a causa degli ascolti non soddisfacenti, la NBC decise di cancellare la serie, non rinnovandola per una nuova stagione.

## Accoglienza

### Ascolti
La première dell'episodio pilota negli Stati Uniti raccolse un'audience media di 11,67 milioni di spettatori, con il 4,1% di rating nella fascia di riferimento 18-49 anni; registrando quindi il miglior debutto di una serie televisiva drammatica degli ultimi tre anni. La prima stagione fu seguita complessivamente da una media di 10.527.000 spettatori per episodio, pari ad un rating del 4% nella fascia 18-49 anni.

### Critica
La serie venne accolta da recensioni generalmente positive. Il San Francisco Chronicle giudicò avvincenti e credibili gli effetti speciali e le scenografie, presentando la serie come un buon racconto d'avventura in grado di offrire anche spunti di riflessione interessanti. Per il Washington Post la serie, pur presentando un cast che, Giancarlo Esposito a parte, almeno inizialmente non riesce a destare grande impressione, presenta una trama molto avvincente, dalle molto ricche potenzialità; giudizio simile fu espresso dal Wall Street Journal, secondo cui il pilot è ricco di vitalità e suspense.
Secondo il New York Times Revolution romanticizza la resistenza e demonizza i potenti, racchiudendo il potenziale per diventare una nuova serie cult come Lost; mentre per il The Hollywood Reporter, l'episodio pilota può sembrare come un misto di Lost, Il pianeta delle scimmie e Hunger Games. Secondo il TIME Revolution racchiude elementi già visti in altre serie delle passate stagioni, come FlashForward, The Event e Jericho, proponendosi però in modo migliore rispetto alle fiction che l'hanno preceduta, anche se non mancano scene non molto originali, dialoghi piatti e personaggi deboli. Il Boston Herald apprezzò l'interpretazione di Giancarlo Esposito, mentre paragonò Tracy Spiridakos a una giovane versione di Jennifer Garner. Secondo Variety il pilot, con i suoi colpi di scena, misteri e personaggi proposti, raggiunge lo scopo di attirare i telespettatori verso gli episodi successivi, ma rimane il dubbio se gli autori riusciranno a mantenere la serie abbastanza interessante anche negli episodi successivi; a tal proposito il Chicago Sun-Times sottolineò come già altre serie in passato pur partendo con ottime premesse finirono per soccombere sotto il peso della propria ambizione. Il quotidiano statunitense, inoltre, evidenziò come il pilota, pur avendo un ottimo inizio e un'ottima fine, presenti alcuni aspetti banali.

## Promozione
Il 13 maggio 2012 venne diffuso il primo trailer ufficiale. L'11 luglio 2012 l'episodio pilota venne proiettato in anteprima al San Diego Comic-Con International, dove la serie fu presentata al pubblico il successivo 14 luglio dai produttori e parte del cast artistico; mentre il 4 agosto, durante la programmazione dei Giochi della XXX Olimpiade, fu trasmessa un'anteprima di circa sei minuti. Durante la prima settimana di settembre, venne organizzata una proiezione pubblica del pilot in dieci diverse città statunitensi; inoltre, anticipando il debutto televisivo, il pilot venne distribuito online attraverso diverse piattaforme di video on demand a partire dal 4 settembre.

## Trasmissione internazionale
In Canada Revolution è trasmessa in contemporanea con la NBC, dal 17 settembre 2012, dall'emittente Citytv. In Australia è trasmessa dal 19 settembre sul canale via cavo FOX8. In Italia i primi dieci episodi sono andati in onda dal 15 gennaio 2013 su Steel, canale della piattaforma pay Mediaset Premium, mentre il pilot era stato reso disponibile dal precedente 12 gennaio sulla piattaforma online Premium Play. Dall'undicesimo episodio va in onda in prima visione su Premium Action. Dal 14 gennaio 2014 la serie viene trasmessa in chiaro da Italia 1 e Italia 2.